# Margaretha Susanna von Kuntsch

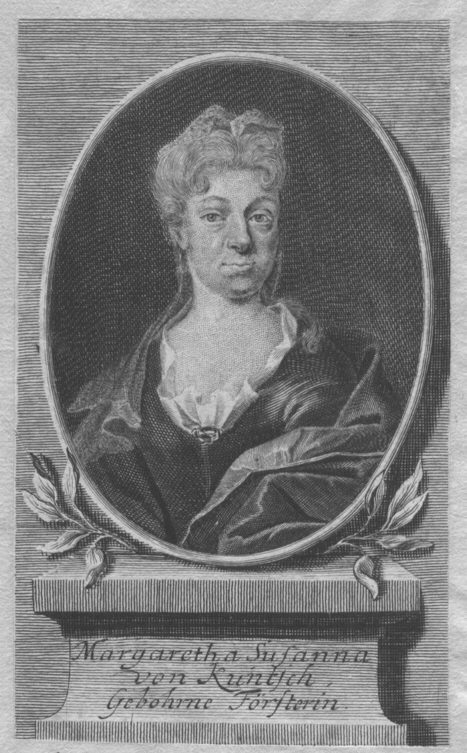
Margaretha Susanna von Kuntsch

Margaretha Susanna von Kuntsch, geb. Förster, (* 7. September 1651 in Allstedt; † 27. März 1717 in Altenburg) war eine deutsche Schriftstellerin.

## Leben
Margaretha Susanna von Kuntsch wurde als Tochter eines Juristen und Hofbeamten in Allstedt geboren und wuchs in Altenburg auf. In ihrer Jugend erhielt sie zeitweise Unterricht in Latein und Französisch, der jedoch bald als unpassend für ein Mädchen des mittleren Standes angesehen wurde. Sie wurde nun in allen christlichen Tugenden und weiblichen Arbeiten unterrichtet. Am 24. August 1669 heiratete sie den Hofrat Christoph von Kuntsch (1640–1724), mit dem sie erst nach Eisleben und später wieder nach Altenburg zog, wo sie den Rest ihres Lebens verbrachte und 1717 starb.

## Werk
Margarethe Susanna von Kuntsch ist Autorin zahlreicher Gedichte, die entweder religiöse Themen zum Inhalt haben oder der Gattung der Gelegenheitsdichtung zuzuordnen sind. So verfasste sie beispielsweise 30 Gedichte für Geburtstage ihres Mannes. Häufig befasst sich die Lyrik von Margarethe Susanna von Kuntsch auch mit dem Topos des Todes und konkret mit den Toden ihrer Kinder. Von acht Söhnen und sechs Töchtern überlebte nur eine Tochter. Ihr gattungsvielfältiges Werk besteht aus Madrigalen, Sonetten, Oden, Kantaten und einer Operette.
Nach ihrem Tod überarbeitete und veröffentlichte Kuntschs Enkel Christoph Gottlieb Stockmann 1720 die Gedichte.

## Werke
- Sämmtliche Geist- und weltliche Gedichte. Neue Buchhandlung, Halle im Magdeburgischen 1720. (Digitalisat)